# Песошин, Алексей Валерьевич
Алексей Валерьевич Песошин (род. 9 декабря 1963, Казань, Татарская АССР, РСФСР, СССР) — российский государственный и политический деятель. Премьер-министр Республики Татарстан с 17 апреля 2017.
Мастер спорта по регби. Кандидат физико-математических наук (1993).

## Биография
Родился 9 декабря 1963 года в г. Казани. 
В 1986 году окончил Казанский государственный университет им. В. И. Ульянова-Ленина (инженер-механик), после чего работал в университете научным сотрудником.
В 1995—2000 годы работал в ЖЭУ № 79 «Жилбытсервис» Советского района Казани (специалист, заместитель главного инженера, начальник), в 2000—2007 — в ОАО «Казанский завод газовой аппаратуры — Веста» (заместитель директора, главный инженер, с 2002 — генеральный директор). В 2007 году — заместитель генерального директора ЗАО ХК «Золотой колос» — директор ООО «Управляющая компания „Приволжская продовольственная корпорация“».
С 2007 года — на государственной службе: глава администрации Советского района исполнительного комитета муниципального образования Казани, заместитель руководителя исполнительного комитета муниципального образования Казани (2010), руководитель исполнительного комитета муниципального образования Казани (2010 — январь 2014).
С 10 января 2014 года — в правительстве Республики Татарстан: первый заместитель Премьер-министра, с 17 апреля 2017 — Премьер-министр Республики Татарстан.

## Награды
- Медаль «За заслуги в проведении Всероссийской переписи населения» (2002)
- Медаль «В память 1000-летия Казани» (2005)
- Медаль «За доблестный труд» (2009, Татарстан)
- Медаль ордена «За заслуги перед Отечеством» II степени (2014)[2]
- Орден Почёта (2019)[3]
- Медаль «За вклад в укрепление обороны Российской Федерации» (Минобороны России, 2021)[4]
- Орден Александра Невского (2022)[5]

## Научная деятельность
В 1993 году защитил кандидатскую диссертацию.

### Избранные труды
- Голованов А. И., Песошин А. В., Тюленева О. Н. Современные конечно-элементные модели и методы исследования тонкостенных конструкций. — Казань: Каз. гос. ун-т, 2005. — 440 с. — 125 экз. — ISBN 5-98180-139-5.
- Песошин А. В. Численное и численно-экспериментальное исследование тонкостенных конструкций на основе метода конечных элементов : Автореф. дис. … канд. физ.-мат. наук. — Казань, 1993. — 17 с.